# Badija
Badija – wyspa w Chorwacji, na Morzu Adriatyckim, leżąca w pobliżu Korčuli. Jej powierzchnia wynosi 0,97 km², a maksymalna wysokość 74 m n.p.m. Administracyjnie należy do Miasta Korčula, w żupanii dubrownicko-neretwiańskiej.

## Opis
Wyspa położona jest we wschodniej części Pelješkiego kanalu, 180 metrów od brzegu Korčuli. Jest zbudowana z wapienia i porośnięta makią. Na wyspie zlokalizowany jest klasztor, w którym od 1392 roku rezydował zakon franciszkanów. W XX wieku pełnił on funkcję zakładu karnego dla nieletnich i ośrodka sportowego, a od 2005 roku pełni swoją pierwotną funkcję.